# Maurice Gamelin
Maurice Gamelin, född 20 september 1872 i Paris, död 14 april 1958 i Paris, var en fransk general.

## Biografi
Gamelin började 1891 på militärskolan Saint-Cyr och när han slutade där 1893 var det som den bäste i sin årgång. Under första världskriget hade han ett befäl på västfronten och var bland annat ansvarig för att ett tyskt anfall 1917 vid Oise stoppades. Efter krigsslutet blev han 1920 militärattaché i Brasilien men återvände 1924 till Frankrike på grund av sjukdom. 1925 fick han befälet över de franska trupperna i Libanon och Syrien. De två länderna var då franska NF-mandat. Den 9 februari 1931 blev Gamelin arméchef (chef d'état-major général de l'armée), befordrades samtidigt till general (général d'armée) och var bland annat ansvarig för att Maginotlinjen färdigställdes.
Gamelin var från 21 januari 1938 även generalstabschef (chef d'état-major général de la défense nationale) och blev dessutom 2 september 1939 högste befälhavare för de allierade arméerna i Frankrike (commandant en chef des forces terrestres et commandant en chef des armées alliées en France et commandant en chef de l'ensemble des théâtres d'opérationes). Vid det överraskande tyska anfallet i maj 1940 misslyckades Gamelin att sätta stopp för detta. Han avsattes 19 maj, då huvuddelen av de allierade arméerna i Belgien och norra Frankrike var inringade och inget motanfall kommit till stånd. Han ersattes av Maxime Weygand.
I februari 1942 ställdes Gamelin inför rätta av Vichyregimen, anklagad för att ha varit delansvarig för krigsförlusten. Av rättegången blev det intet, istället skickades han till koncentrationslägret Buchenwald tillsammans med andra franska politiker som Édouard Daladier och Léon Blum.
Efter krigsslutet återvände han till Frankrike och skrev sina memoarer. Gamelin levde i avskildhet och avled 1958 i Paris.